# Znob-Trubcevska, Seredîna-Buda
Znob-Trubcevska (în ucraineană Зноб-Трубчевська) este localitatea de reședință a comunei Znob-Trubcevska din raionul Seredîna-Buda, regiunea Sumî, Ucraina.

## Demografie
Componența lingvistică a localității Znob-Trubcevska
     Rusă (98,08%)
     Ucraineană (1,92%)
Conform recensământului din 2001, majoritatea populației localității Znob-Trubcevska era vorbitoare de rusă (98,08%), existând în minoritate și vorbitori de ucraineană (1,92%).